# Hussein ben Ali (roi du Hedjaz)
Pour les articles homonymes, voir Ben Ali (homonymie) et Hussein.
Hussein ben Ali al-Hashimi (en arabe : ٱلْحُسَيْن بِن عَلِي ٱلْهَاشِمِي, retranscrit en ʾal-Ḥusayn bin ʿAlī ʾal-Hāšimī), né vers 1853 à Constantinople et mort le 4 juin 1931 à Amman, est un chérif de La Mecque jusqu'en 1924, roi du Hedjaz de 1916 à 1924 et dernier calife sunnite à partir de 1924,.
C'est l'avant-dernier chérif de La Mecque provenant de la branche des Banu Qatadah de la dynastie Hachémite, qui contrôle les lieux saints de l'islam depuis Ja'far ibn Muhammad al-Hasani, au Xe siècle. Il est considéré comme le père du panarabisme à partir de 1920.
Il lance la Grande révolte arabe pendant la Première Guerre mondiale contre l'Empire ottoman et le défait avec l'aide des puissances occidentales. Cependant, après la fin de la guerre, il est trahi par ces mêmes puissances, qui voient d'un mauvais œil l'émergence d'un état arabe trop puissant et un calife susceptible de provoquer l'instabilité de leurs colonies musulmanes. Des conflits au sujet de la Palestine émergent également et il refuse de signer le traité de Versailles en protestation contre la déclaration Balfour.
Dès lors, le Royaume-Uni et la France le trahissent, se partagent le territoire arabe en ne lui laissant que le Hedjaz puis soutiennent son opposant, Abdelaziz Ibn Saoud. Défait par ce dernier, il est exilé à Chypre où il demeure avant de rejoindre Amman pour mourir auprès de son fils, Abdallah Ier. Ses descendants ne reprennent pas le titre califal et la dignité de chérif de La Mecque est supprimée par Ibn Saoud dès sa conquête du Hedjaz.
Il est enterré en tant que calife de l'islam sunnite, dans la madrasa al-Arghuniyya, à l'intérieur du complexe de l'esplanade des mosquées (al-Ḥaram aš-Šarīf).
Son action pendant le génocide arménien, où il prend position pour protéger les Arméniens, fait de lui l'un des premiers dirigeants à s'engager, dès 1917, pour protéger les victimes, selon l'Institut national arménien. Selon les témoignages de certains survivants, il aurait permis de sauver environ 4,000 personnes en les exfiltrant hors du désert de Syrie.
Son califat rencontre à la fois l'opposition de l'Empire britannique, des sionistes et des wahhabites mais il reçoit le soutien d'une large partie de la population musulmane de l'époque,,, et de Mehmed VI.

## Biographie

### Ascendance
Hussein ben Ali ben Muhammad ben Abd al-Mu'in ben Awn naît à Constantinople en 1853 ou 1854. Il est le fils aîné du Chérif Ali ben Muhammad, qui est le deuxième fils de Muhammad ben Abd al-Mu'in, l'ancien Chérif de La Mecque. En tant que membre de la dynastie hachémite, il est un descendant de Mahomet à la 37e génération par l'intermédiaire de son petit-fils Hassan ben Ali. Sa mère Salha Bani-Shahar,, l'épouse d'Ali, serait une Circassienne.
Il appartient au clan Dhawu Awn des Abadilah, une branche de la tribu des Banu Qatadah. Les Banu Qatadah gouvernent le chérifat de La Mecque depuis l'accession de leur ancêtre Qatadah ibn Idris en 1201, et sont la dernière des quatre branches de chérifs hachémites qui, ensemble, gouvernent La Mecque depuis le XIe siècle.

### Luttes de pouvoir et naissance
En 1827, Muhammad ben Abd al-Mu'in est nommé chérif, devenant le premier chérif de la branche des Dhawu Awn et mettant fin à la domination séculaire des Dhawu Zayd. Il règne jusqu'en 1851, date à laquelle il est remplacé par le Chérif Abd al-Muttalib ibn Ghalib des Dhawu Zayd. Après avoir été déposé, il envoie avec sa famille et ses fils pour résider dans la capitale ottomane de Constantinople.
C'est là que Hussein naît du fils de Muhammad, Ali, en 1853–1854. Muhammad est rappelé au pouvoir en 1856, et Hussein, alors âgé de deux ou trois ans, accompagne son père et son grand-père à La Mecque. Muhammad meurt rapidement, en 1858, et est remplacé par son fils aîné, le chérif Abdallah Pacha, l'oncle de Hussein. Quelques années plus tard, en 1861-1862, Ali est rappelé à Constantinople tandis que Hussein reste dans le Hedjaz sous la garde de son oncle Abdallah.

### Jeunesse et éducation
Hussein est élevé à la maison contrairement aux autres jeunes hachémites, qui sont habituellement envoyés à l'extérieur de la ville pour grandir parmi les nomades bédouins. Apparemment un jeune studieux, il maîtrise les principes de la langue arabe et est également éduqué dans la loi et la doctrine islamiques. Parmi ses professeurs, on compte le cheikh Muhammad Mahmud at-Turkizi ash-Shinqiti, avec qui il étudie les sept Mu'allaqat. Avec le cheikh Ahmad Zayni Dahlan, il étudie le Coran, achevant sa mémorisation avant l'âge de 20 ans,,.
Pendant le règne d'Abdallah, Hussein se familiarise avec la politique et l'intrigue entourant la cour chérifienne. Il participe également à de nombreuses expéditions au Nejd et dans les régions orientales du Hedjaz pour rencontrer les tribus arabes, sur qui le Chérifat de La Mecque exerce alors une forme de contrôle lâche. Il apprend les coutumes des Bédouins, y compris les compétences nécessaires pour résister à l'environnement hostile du désert. Au cours de ses voyages, il acquiert aussi une connaissance approfondie de la flore et de la faune du désert et compose des poèmes en vers humayni, un type de poésie vernaculaire (malhun) des Bédouins. Il pratique également l'équitation et la chasse.
En 1871–1872, Hussein se rend à Constantinople pour rendre visite à son père, Ali, qui est tombé malade. Il retourne à La Mecque après la mort de son père plus tard cette année-là.
En 1875, il épouse la fille d'Abdallah, Abdiyah, sa cousine. En 1877, Abdallah meurt et Hussein ainsi que son cousin Ali ibn Abdallah reçoivent le rang de pacha.

## Chérif de La Mecque
Hussein est nommé Chérif de La Mecque par décret du sultan Abdülhamid II le 24 novembre 1908.

### Théologie

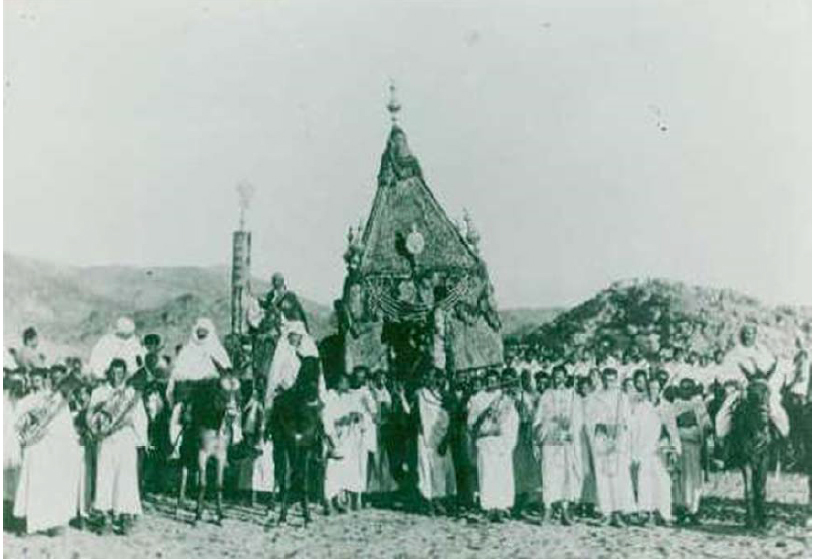
Mahmal de Hussein ben Ali (Hedjaz) - 1890

Théologiquement et juridiquement, Hussein ben Ali est difficile à qualifier. Il étudie majoritairement avec Ahmad Zayni Dahlan, avec qui il devient Hafiz,. Il a une éducation chaféite et hanafite mais s'allie aussi aux malékites et s'oppose à la fois aux hanbalites et aux wahhabites, à une époque où l'appartenance à un madhhab est plus floue. On peut trouver ainsi chez lui des points de ces trois écoles de fiqh.
Par exemple, il préconise le retour du califat à un Quraych, une idée chaféite, alors qu'il choisit d'être élu à ce poste, ce qui est plutôt une vision hanafite et n'est pas nécessaire pour le chaféisme.

### Panarabisme et conflit avec les Ottomans

Le drapeau de la révolte arabe est le drapeau de Hussein ben Ali. Le drapeau se compose de trois bandes horizontales (noire, blanche et verte) et d'un triangle rouge sur le côté du guindant. Chaque couleur a une signification symbolique : le noir représente la dynastie abbasside ou les rachiduns, le blanc représente la dynastie omeyyade et le vert représente l'islam (ou peut-être la dynastie fatimide, mais c'est incertain). Le triangle rouge représente la dynastie hachémite, à laquelle Hussein ben Ali appartient. Le drapeau devient un symbole de nationalisme et d'unité arabes et est encore utilisé aujourd'hui sous diverses formes dans les drapeaux de l'Égypte, de la Jordanie, de l'Irak, du Koweït, du Soudan, de la Syrie, des Émirats arabes unis, du Yémen, de la Palestine, du Somaliland, de la République arabe sahraouie démocratique et de la Libye.

Bien qu'il n'y ait aucune preuve formelle suggérant que Hussein ben Ali soit enclin au nationalisme arabe avant 1916, la montée du nationalisme turc à la fin de l'Empire ottoman, culminant avec la Révolution des Jeunes-Turcs de 1908, déplaît fortement aux Hachémites et aux Bédouins. De plus, la centralisation croissante de l'Empire ottoman, l'interdiction progressive de l'arabe, les politiques de turquisation, l'installation de colons turcs dans des zones arabes inquiètent et effraient les Arabes de tout l'Empire,.
En 1908, le chemin de fer du Hedjaz est achevé. Il permet aux Turcs de renforcer leur contrôle sur le Hedjaz et d'assurer une capacité de réaction rapide pour renforcer leurs garnisons à La Mecque et Médine. Il est construit sous la menace constante de raids arabes, comme ceux de la tribu Harb, qui témoignent de leur hostilité au projet,. De plus, en avril 1915, le gouvernement ottoman commence une politique d'extermination des minorités de l'Empire ottoman, par différents génocides. Cela effraie les Arabes,,,, qui sont la minorité la plus importante de l'Empire, et est ouvertement critiqué par Hussein ben Ali.
Ces conflits avec les Turcs deviennent si violents qu'ils éclipsent les tensions existantes au sein de la société arabe et bédouine, et de nombreuses tribus rivales des Hachémites se rallient à leur autorité.
Un mouvement arabe indépendantiste et anticolonial se développe, principalement en Syrie ottomane, où des intellectuels et des journaux arabes appellent à restaurer le califat dans les mains d'un Quraych, et surtout à acquérir l'indépendance des arabes vis-à-vis de l'Empire ottoman,. De plus, relations entre Hussein et le Comité d'Union et du Progrès se détériorent encore davantage après la découverte d'un complot d'Enver Pacha visant à assassiner Hussein,.
Tous ces points entraînent une rupture violente entre les élites arabes et la classe politique ottomane et se retrouvent dans sa proclamation d'indépendance, plus tard, lorsqu'il présente sa lutte comme une lutte religieuse et anticoloniale,,.
Vingt jours après le début du génocide arménien dans l'Empire ottoman, le fils de Hussein ben Ali, Fayçal, rencontre les dirigeants de l'organisation révolutionnaire Al-Fatat à Damas. Ils lui assurent de leur soutien en cas de révolte et reconnaissent Hussein comme le représentant de la nation arabe,,.
Lorsque Hussein reprend les revendications panarabes, en 1916, après sa proclamation d'indépendance ; il s'érige en première figure de taille derrière laquelle se rangent les panarabes, et est donc fréquemment considéré comme le père du panarabisme,,,.

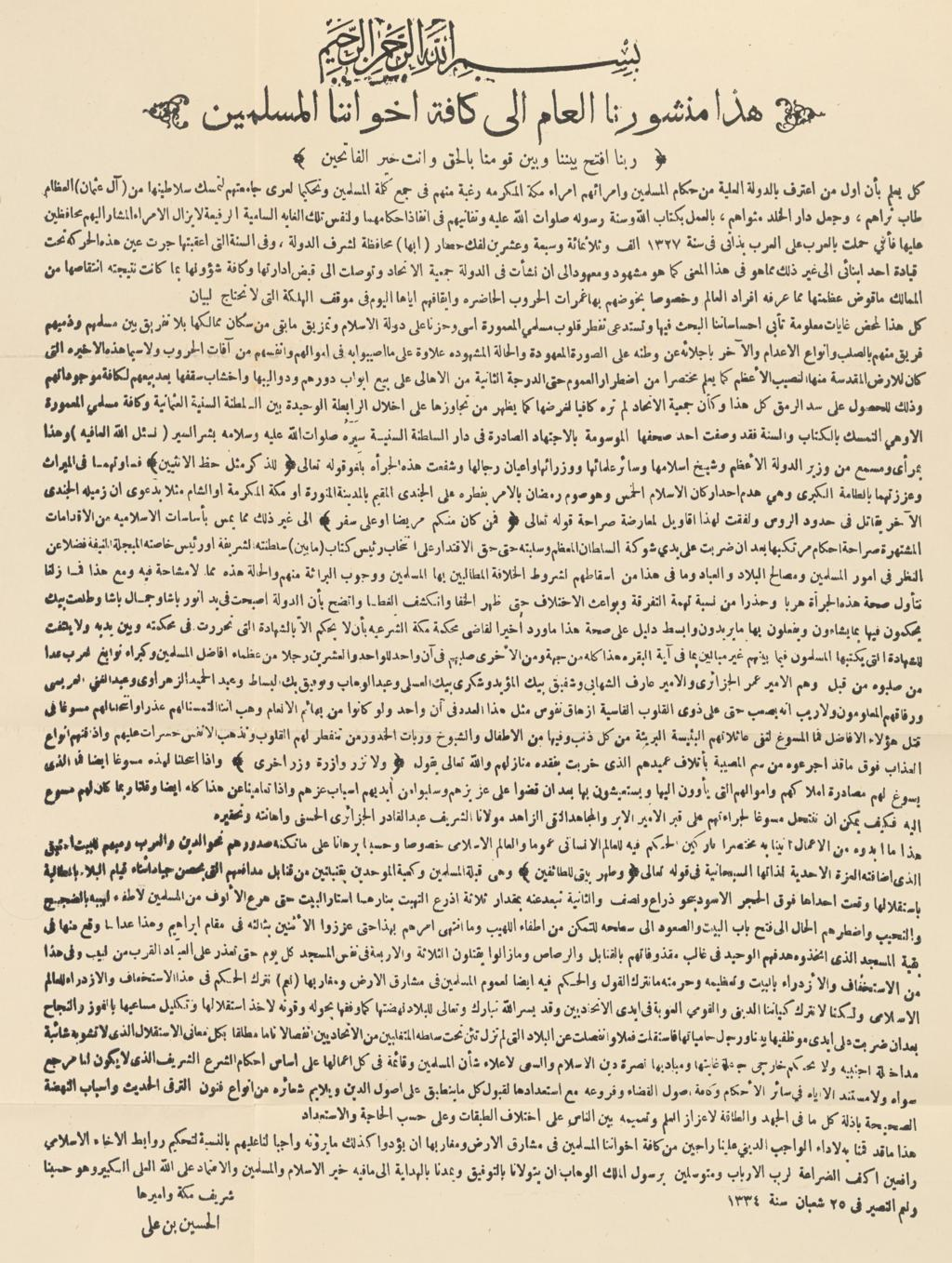
Proclamation d'indépendance de Hussein, en date du 27 juin 1916. Dans celle-ci, Hussein invoque uniquement des raisons religieuses, et non nationalistes, pour expliquer pourquoi il se révolte.

### Première Guerre mondiale
Au début de la Première Guerre mondiale, il écrit aux Jeunes-Turcs pour les dissuader d'intervenir dans le conflit. Après l'entrée en guerre de l'Empire ottoman, qui proclame le djihad contre la Triple-Entente (par la voix du cheikh-al islam, Hayri Bey), Hussein refuse de se joindre à cet appel au djihad ; les Ottomans lui demandent à plusieurs reprises de le faire, conscients de son importance religieuse.
Le dirigeant ottoman Djemal Pacha redoute un soulèvement des tribus arabes, dont la loyauté est vacillante, et qui veulent mettre fin à la domination turque sur leur territoire. Il convoque Hussein ben Ali à Damas pour le faire arrêter, emprisonner et peut-être exécuter. Hussein refuse de se rendre à Damas ; il propose toutefois de rester en contact avec les Ottomans et de discuter avec eux directement à La Mecque.
Après ces révélations inquiétantes pour lui, il entre en relation avec les pays occidentaux de la Triple Entente pour savoir s'ils acceptent de  soutenir l'indépendance des Arabes. Les Alliés répondent par l'affirmative et lui promettent de lui transmettre le contrôle de toutes les zones arabes prises jusqu'à Adana - dans le cadre du protocole de Damas, et dans la correspondance Hussein-McMahon. Les puissances occidentales le trahissent après la fin de la guerre, ne transmettant qu'une partie minime des possessions promises à ses descendants.

### Réformes
Hussein lance une série de réformes, notamment pour ne pas choquer les musulmans des colonies françaises ou britanniques qui font le Hajj, et purge les chiens errants, tente d'assurer la sécurité des routes du Hajj, il cherche aussi à lutter contre les marchés aux esclaves qui sont assez nombreux dans le Hedjaz.
Il fait aussi entreprendre la dernière restauration de grande ampleur de la Mosquée al-Harâm en 1920 et la restauration des mosquées de Palestine, et plus spécifiquement de la mosquée al-Aqsa.

## Grande Révolte arabe

### Djihad contre les Jeunes-Turcs
Durant la Première Guerre mondiale, il joue un rôle important en lançant la révolte arabe depuis son palais de La Mecque, où il proclame le djihad contre les Jeunes-Turcs. Armé d'un fusil, il déclare que le djihad est « entrepris contre la colonisation, l'oppression et l'esclavage » des Turcs,.

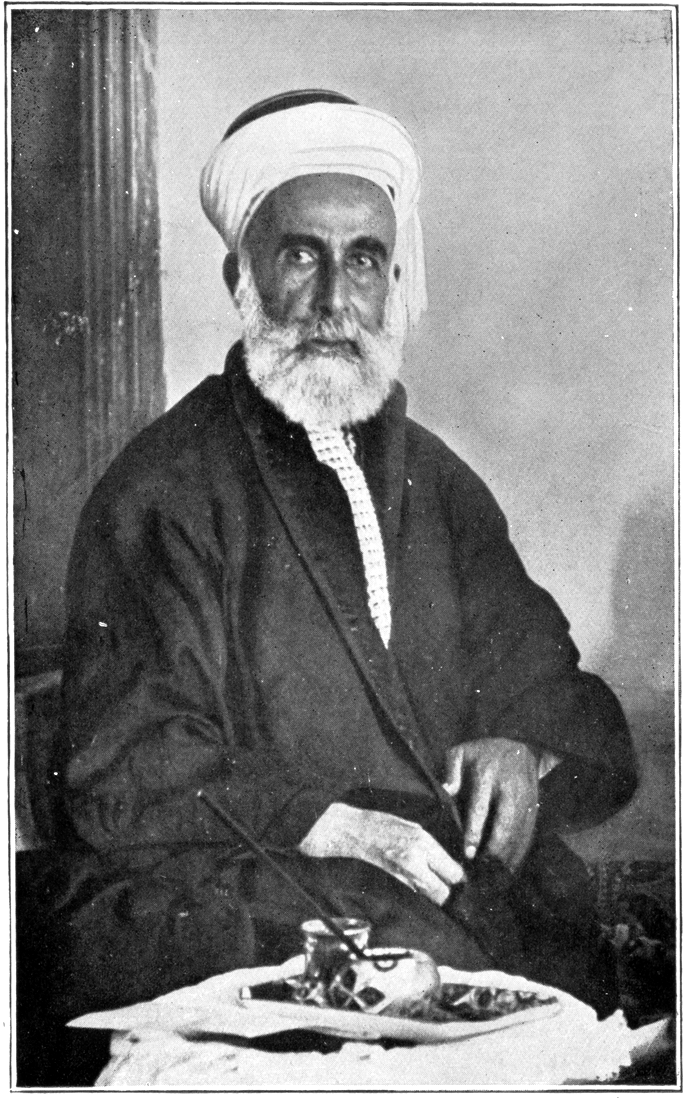
Hussein ben Ali en 1917

Dans les raisons qu'il donne pour justifier le djihad, il déclare agir pour une série de raisons : des persécutions des Arabes par les Ottomans, qui peuvent aller jusqu'à des déportations et des exécutions jusqu'au génocide arménien, que Hussein condamne. On retrouve cette idée de libération nationale dans sa proclamation officielle d'indépendance, en 1916. 

« Nous sommes déterminés à ne pas laisser nos droits religieux et nationaux être un jouet entre les mains du Parti Union et Progrès.
Dieu (béni et exalté soit-Il) a donné à la terre l'occasion de se révolter, lui a permis, par sa puissance et sa force, de s'emparer de son indépendance et de couronner ses efforts de prospérité et de victoire, même après qu'elle a été écrasée par la mauvaise administration des officiels civils et militaires turcs.
Cette terre se tient tout à fait à part et distincte des pays qui gémissent encore sous le joug du gouvernement du parti Union et Progrès. Elle est indépendante au plein sens du terme, libérée de la domination des étrangers et purgée de toute influence étrangère. Ses principes sont de défendre la foi de l'islam, d'élever le peuple musulman, de fonder sa conduite sur la loi sainte, d'édifier le code de justice sur le même fondement en harmonie avec les principes de la religion, de pratiquer ses cérémonies conformément aux progrès modernes, et faire une véritable révolution en ne ménageant aucun effort pour répandre l'instruction dans toutes les classes selon leur situation et leurs besoins. »

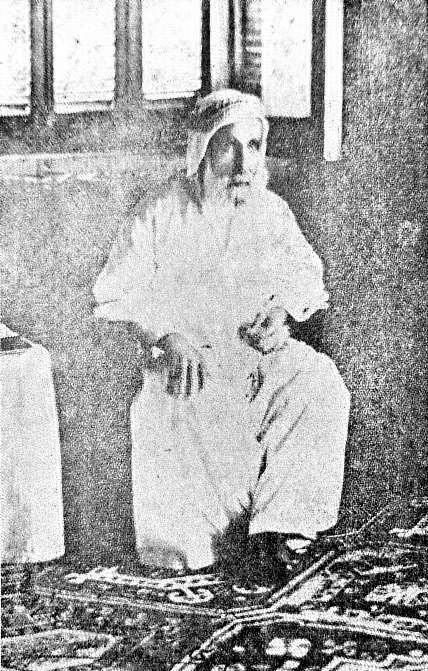
Hussein ben Ali (date inconnue) sur son tapis de prière à la mosquée.

### Opérations
Les soldats ottomans de La Mecque, réfugiés dans la forteresse d'Ajyad, sont rapidement encerclés au son des tambours de guerre et malgré leur défense soutenue par l'artillerie, ils doivent céder face aux Arabes qui prennent la forteresse en moins de deux jours. C'est le début de la révolte arabe.
Djemal Pacha, à la nouvelle de la révolte, fait arrêter des intellectuels arabes de Syrie, menace de les exécuter ; mais il n'en fait rien après la réponse d'Hussein selon laquelle pour chaque Arabe exécuté, dix officiers turcs seraient mis à mort,.
C'est son fils, Fayçal, qui mène la plupart des campagnes de la Révolte arabe, il arrive à prendre Damas, puis il se lance à la poursuite des forces ottomanes pendant la Poursuite jusqu'à Haritan, où il écrase définitivement les troupes ottomanes et s'ouvre le chemin pour aller prendre Alep.
Ces combats sont popularisés en Occident grâce à l'histoire de Lawrence d'Arabie. Le chérif Hussein, trahi par les puissances occidentales, l'est aussi par des membres de familles liées aux Saouds, alliés aux Ottomans.

### Hussein et legénocide arménien

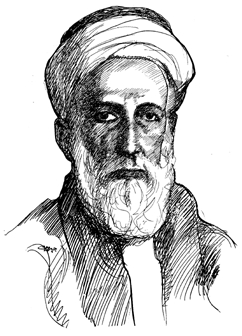
Dessin de Khalil Gibran, 1916

À partir de 1917, Hussein prend des décisions pour protéger du génocide arménien les réfugiés arméniens et les Arméniens vivant sur ses terres. Tout d'abord, il condamne publiquement le génocide dès 1916, déclarant : « Ajoutez à cela toutes les iniquités que subissent les populations ottomanes, tant chrétiennes que musulmanes (...) Nous signalons spécialement à la réprobation du monde les atrocités commises sur les Grecs et sur les Arméniens, atrocités que notre sainte loi ne peut que réprouver ». À cet égard, il promulgue en 1917, dans un décret : « Au nom du Très Miséricordieux Allah et de notre prophète Mahomet, nous nous adressons à nos frères arabes (...) pour accueillir les réfugiés arméniens dans leurs familles, partager avec eux leurs biens - chameaux, nourriture, abri, couvertures - et partager tout ce que vous avez en excès, et tout ce que vous pouvez donner aux gens ».
En avril 1918, dans le cadre de sa reconquête des territoires syriens dans lesquels le génocide arménien a pris place, il prend un décret pour protéger les Arméniens des persécutions et leur permettre de s'installer en paix, dans celui-ci, il ordonne,,, : 

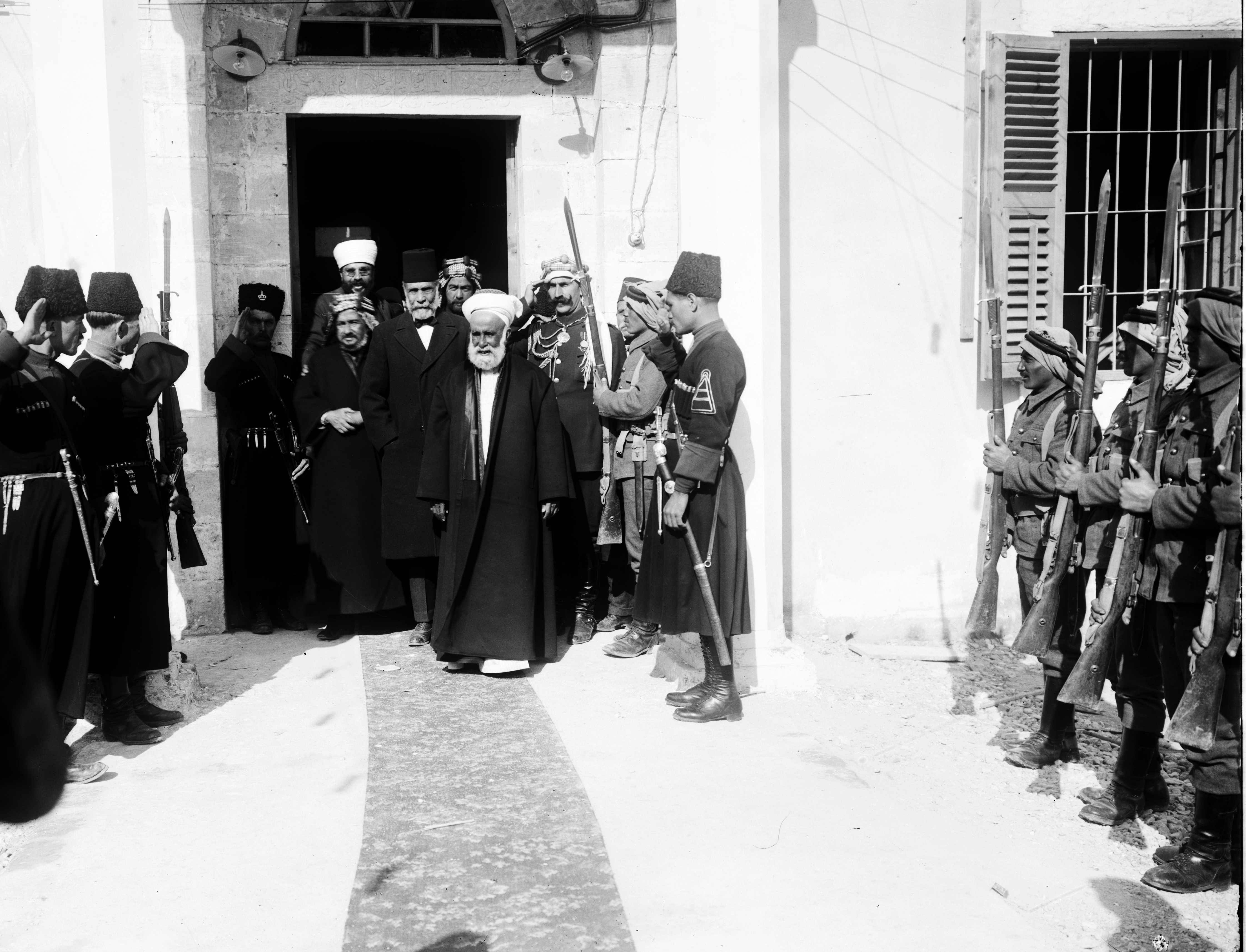
Hussein ben Ali à Amman

« Ce qui vous est demandé, est de protéger et de bien prendre soin de tous les membres de la communauté arménienne jacobite vivant sur vos territoires et frontières ainsi que parmi vos tribus ; pour les aider dans toutes leurs affaires et les défendre comme vous vous défendriez vous-mêmes, vos biens et vos enfants, et leur fournir tout ce dont ils pourraient avoir besoin, qu'ils s'installent ou qu'ils se déplacent d'un endroit à l'autre, car ils sont le Peuple Protégé des Musulmans (Ahl Dimmat al-Muslimin) — à propos de qui le Prophète Muhammad a dit : « Quiconque leur enlève ne serait-ce qu'une corde, je serai son adversaire le jour du Jugement ». C'est l'une des choses les plus importantes que nous vous demandons de faire et que nous attendons de vous, compte tenu de votre noble caractère et de votre détermination. »

L'Armenian National Institute considère qu'il s'agit de la plus ancienne déclaration d'un chef d'État pour reconnaître le génocide arménien. De plus, il ouvre la citoyenneté dans son royaume aux Arméniens. Selon des survivants du génocide arménien, tels que Levon Yotnakhparian, Hussein l'accueille et est choqué par les nouvelles de ce qu'il se passe. Il soutient également les survivants arméniens et fournit des hommes et une protection pour des expéditions dans le désert syrien visant à sauver les déportés arméniens,. Selon les témoignages, cette méthode aurait sauvé jusqu'à 4 000 personnes du génocide en collaboration avec le chef druze Hussein al-Attrache, qui reçoit les réfugiés et les dissimule en tant que Druzes,. Son fils, Fayçal, assure le transport gratuit de tous les réfugiés arméniens vers le camp de réfugiés britannique à Damas et l'utilisation gratuite du chemin de fer du Hedjaz, même si cela signifie entraver l'effort de guerre.

## Après la Première Guerre mondiale

### La question de la Palestine et dégradation de la relation avec les Britanniques
À la fin de la guerre, Hussein se trouve en conflit important avec les intérêts de la Grande-Bretagne sur la question de la Palestine,. En janvier et février 1918, Hussein reçoit le Message de Hogarth (en) et la Lettre de Bassett (en) en réponse à ses demandes d'explication concernant la Déclaration Balfour et l'Accord Sykes-Picot, respectivement,. Malgré leurs explications, il déclare que la Palestine doit être incluse dans les frontières du nouveau royaume arabe et doit refuser les colons sionistes, même s'il est prêt à accepter la présence de Juifs en Palestine, notamment de ceux qui y vivent déjà et ne viennent pas de pays étrangers, entre autres les communautés juives orthodoxes anti-sionistes. Cependant, même après une assurance de McMahon, Hussein ne reçoit pas les terres promises par leurs alliés britanniques. McMahon prétend que les terres proposées pour être incluses dans le nouvel État arabe ne sont pas exclusivement arabes. En réalité, McMahon refuse de remettre les nouvelles terres car les zones en question ont déjà été revendiquées par le nouvel allié britannique, la France,.
Il reçoit une subvention britannique totalisant 6,5 millions de livres sterling entre 1916 et avril 1919. En mai 1919, la subvention est réduite à 100 000 livres par mois (au lieu de 200 000), puis à 75 000 livres à partir d'octobre, 50 000 livres en novembre, et 25 000 livres en décembre. À partir de février 1920, aucun paiement supplémentaire n'est fait.
Les Britanniques ne sont pas disposés à tenir leurs promesses envers Hussein, comme le déclare le colonel Wilson dans une correspondance secrète :

« À un moment donné, nos copies arabes des lettres de Sir H. MacMahon au Grand Chérif ne pouvaient être retrouvées ; si elles ne sont toujours pas disponibles, cela pourrait être quelque peu gênant lorsque le roi Hussein présentera les originaux. (...) Si aucune solution satisfaisante n'est trouvée, le roi Hussein aura des motifs de considérer que la Grande-Bretagne a rompu sa parole donnée. »

En 1919, le roi Hussein refuse de ratifier le Traité de Versailles. En août 1920, cinq jours après la signature du Traité de Sèvres, Curzon demande au Caire de procurer la signature de Hussein sur les deux traités et accepte de faire un paiement de 30 000 livres sterling conditionné à la signature. Hussein décline et déclare en 1921 qu'il ne peut pas être tenu de « mettre son nom sur un document attribuant la Palestine aux sionistes et la Syrie à des étrangers ». Il refuse à nouveau d'accepter la déclaration Balfour en 1923, déclarant : « Je considère le peuple de Palestine comme ma propre famille, sans distinction entre musulmans, chrétiens, juifs ou nationalistes ».
En janvier 1924, Hussein reçoit à Amman une délégation sioniste dirigée par le rabbin Yaakov Meir et un colonel britannique. Malgré les avoir accueillis avec respect, il ne change pas sa position. Sa position est alors considérée par le Royaume-Uni comme étant extrémiste, et ainsi, les presses britannique et sioniste lancent des campagnes de presse contre Hussein, déformant ses positions. Ils s'opposent également fortement à son califat, le qualifiant d'illégitime. Après être devenu calife, il continue sur cette voie, déclarant : « Je considère le sionisme comme injuste envers les musulmans, les chrétiens et les juifs orthodoxes, et en tant que protecteur de la justice, je résisterai à ce sionisme injuste ». Cela contribue à dégrader sa relation avec les sionistes jusqu'à un point de rupture.

## Califat
Après l'abolition du califat par l'Assemblée nationale turque, Hussein est proclamé calife. Les récits sur la date officielle et les événements varient : certains placent le début du califat le 3 mars 1924, lorsque Hussein se déclare calife au camp d'hiver de son fils Abdallah à Shunah, en Transjordanie. D'autres sources, à l'instar d'une dépêche de Reuters, fixent la date au 7 mars 1924 et décrivent Hussein ben Ali comme étant élu calife par des musulmans de "Mésopotamie, Transjordanie et du Hedjaz". Un troisième compte-rendu de la date officielle a lieu lorsqu'il reçoit l'hommage de la majorité de la population arabe à Amman en tant que calife, le 11 mars 1924. Enfin, une quatrième version place la date le vendredi 14 mars 1924, lorsque Hussein est apparemment intronisé comme calife à Bagdad pendant la prière du vendredi. Quoi qu'il en soit, toutes les sources s'accordent sur une date en mars 1924, peu de temps après l'abolition du califat ottoman par Mustafa Kemal Ataturk,,. De manière séparée, il fait des déclarations en soutien à la dynastie ottomane, ruinée et exilée de Turquie ; ainsi, il déclare : 
Les services rendus par la famille ottomane à l'islam et aux musulmans sont indéniables ; leur héroïsme ne peut être minimisé. La récente décision concernant la famille [exil] a transpercé les cœurs et attristé les esprits des musulmans. Par conséquent, nous considérons comme un devoir de fraternité islamique de répondre aux besoins de la famille et de les protéger contre les difficultés financières. Ceux qui souhaitent participer à cette grande entreprise doivent exprimer leurs intentions à nos représentants à La Mecque. 
Dans la même perspective, il soutient financièrement les membres de la dynastie ottomane en exil, pour éviter qu'ils ne soient ruinés, il leur fournit 2400 livres malgré sa situation financière et économique compliquée.

La revendication du titre est reconnue par une grande partie de la population Levantine, Hedjazie et plus largement Arabe. Il reçoit également le soutien de Mehmed VI, l'un des derniers califes ottomans et le dernier sultan ottoman, selon The Times et Vatan (en), qui rapportent que:

« Selon un rapport envoyé au Times depuis Jérusalem, Vehideddin, qui se trouve dans la ville italienne de San Remo, a envoyé un télégramme au roi Hussein et annoncé qu'il reconnaît Hussein en tant que calife. »

Étant donné la difficulté de sa situation contre Ibn Saoud, qui harcèle ses troupes, et le fait que les Britanniques, depuis qu'il veut être calife, le perçoivent comme un ennemi, et accordent désormais leur soutien aux Saoudiens, il décide d'abdiquer de son poste de roi du Hedjaz pour le laisser à son fils, Ali ben Hussein.
Dans un souci de légitimer sa proclamation et d'établir des bases juridiques pour son califat, il fait réunir un Concile Consultatif, composé de trente-et-un représentants du monde musulman, élus par les oulémas et les habitants du Haramayn. Ce Concile se réunit douze fois, avant d'être ajourné sine die face à l'avancée des troupes saoudiennes. Ainsi, son califat dure simplement quelques mois car il est rapidement envahi et détruit par les troupes d'Ibn Saoud,.

### Défaite face aux Saoudiens et abdication
Bien que les Britanniques soutiennent, du moins officiellement, Hussein depuis le début de la Révolte arabe et de la Correspondance McMahon-Hussein, ils choisissent de ne pas l'aider à repousser la conquête saoudienne du Hedjaz et soutiennent même les Saoudiens sur le plan militaire, en fournissant des armes à Ibn Saoud, qui finit par prendre La Mecque, Médine et Djeddah. Les Britanniques proposent à plusieurs reprises de l'assister et d'arrêter de soutenir les Saoudiens, en échange de sa reconnaissance de la Déclaration Balfour, mais il refuse à chaque fois. Selon l'Institute of Contemporary Islamic Thought, les Britanniques non seulement soutiennent Ibn Saoud contre Hussein ben Ali, mais ils le soutiennent également par la suite contre les Ikhwan.
Hussein tente de faire des appels à la Société des Nations (SDN), aux puissances musulmanes et occidentales ; qui n'interviennent pas et se contentent de surveiller les événements. Les Britanniques sont extrêmement négatifs à son égard depuis qu'il a pris le titre califal et refusent de le soutenir.
Il décide d'abdiquer. Après son abdication, un autre de ses fils, Ali, assume brièvement le trône du Hedjaz, mais il doit lui aussi fuir face à l'avancée des forces saoudiennes. Son autre fils, Fayçal, devient brièvement roi de Syrie puis roi d'Irak, tandis qu'Abdallah devient émir de Transjordanie, la future Jordanie. Alors qu'il part en exil, il utilise encore le titre de calife jusqu'à sa mort.

### Exil

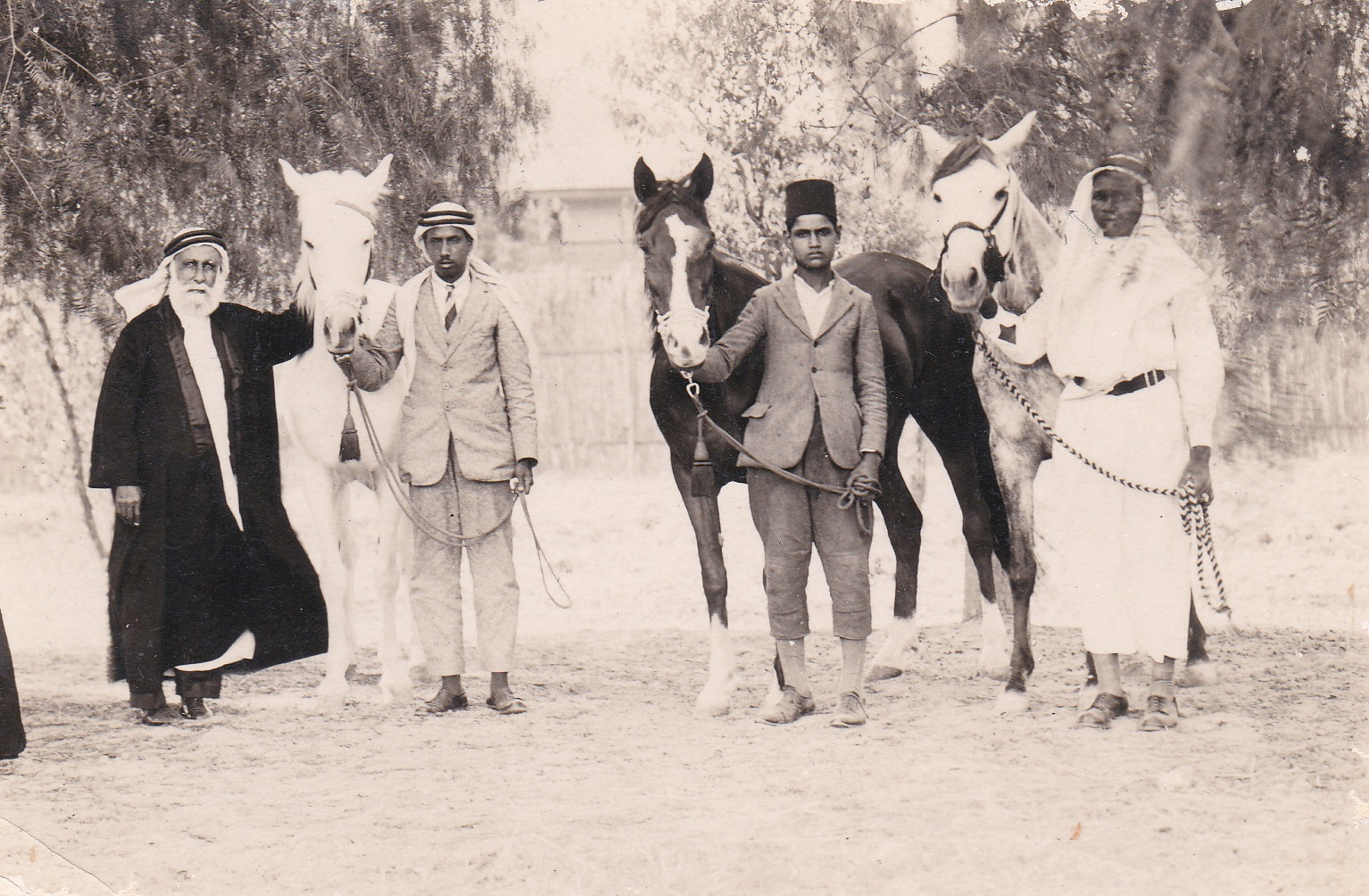
Hussein ben Ali posant avec sa suite et ses chevaux pendant son exil à Chypre

Hussein est ensuite contraint de fuir à Amman, en Transjordanie, où son fils Abdallah est émir. Pendant cette période, on décrit le roi Hussein comme ayant cherché à restaurer son Royaume en Transjordanie, même si cela le fait entrer en conflit avec son fils, Abdallah, déjà désigné roi de Transjordanie. Il est donc écarté vers Aqaba. Les Britanniques décident ensuite de l'exiler de force à Chypre, et il arrive à Nicosie en 1925.

Ses fils viennent parfois le visiter, même si ses relations avec eux sont tendues, sauf pour Zeid, qui le visite le plus souvent. Selon le gouverneur britannique de l'île, Ronald Storrs, se rendant le voir, il aurait trouvé Zeid en train de lire à son père un commentaire d'al-Boukhârî sur le Coran. Il sort rarement de chez lui, mène un style de vie austère et lit le Coran et des livres religieux. Hussein lit aussi des journaux arabes le matin. Cependant, il assiste toujours aux courses de chevaux et a ramené des chevaux arabes en exil qu'il traite « comme sa propre famille ». Hussein accorde quelques interviews à la presse chypriote grecque pendant son exil. Il reçoit également quelques visiteurs, tels que Sheikh Fuad al-Khatib, Muhammad Jamil Bayham, qui souhaite écrire sa biographie, ou le poète jordanien Mustafa Wahbi Tal, entre autres. Hussein est ruiné mais la population locale chypriote grecque et chypriote turque considère qu'il s'agit d'un homme richissime et essaie donc de se l'attacher et d'acquérir ses faveurs ; lui, de son côté, est empêtré dans des affaires judiciaires quant aux revenus de propriétés en Égypte, entre autres. 

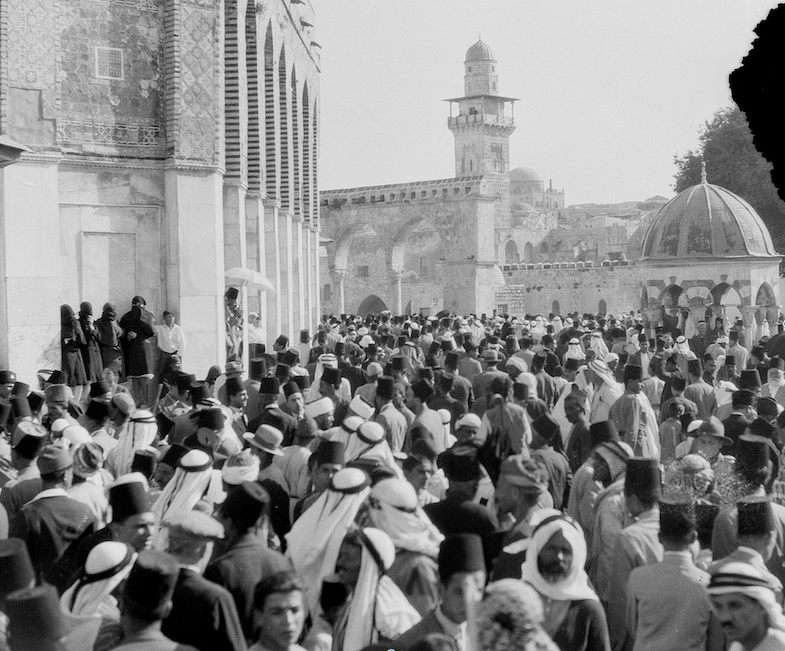
Enterrement de Hussein ben Ali à Jérusalem en 1931

Il essaie d'être amical envers les différentes communautés ethniques de l'île, mais il est particulièrement proche des Arméniens de l'île, les considérant comme des victimes, tout comme lui, des Jeunes-Turcs. Il n'a pas de lien renseigné avec la communauté chypriote turque, bien qu'ils existent peut-être et n'est pas mentionné comme s'étant rendu dans une mosquée turque de Nicosie. En 1926, il rencontre l'archevêque arménien de Nicosie, qui lui réserve un accueil chaleureux. Par la suite, il fait don de tambours et d'instruments à la communauté arménienne de l'île, notamment à la Philharmonique de l'école arménienne Melkonian,,.
Il commence à tomber malade dès 1928, mais sa femme favorite, Adila Khanum, décède en 1929, ce qui aggrave son état de santé. Elle est inhumée dans le Hala Sultan Tekke, le plus grand sanctuaire musulman de l'île. Ses deux fils, Ali et Abdallah, assistent aux funérailles et commencent à préparer et à demander aux Britanniques son rapatriement, estimant qu'il ne lui reste pas longtemps à vivre et qu'ils doivent être à ses côtés.

### Mort

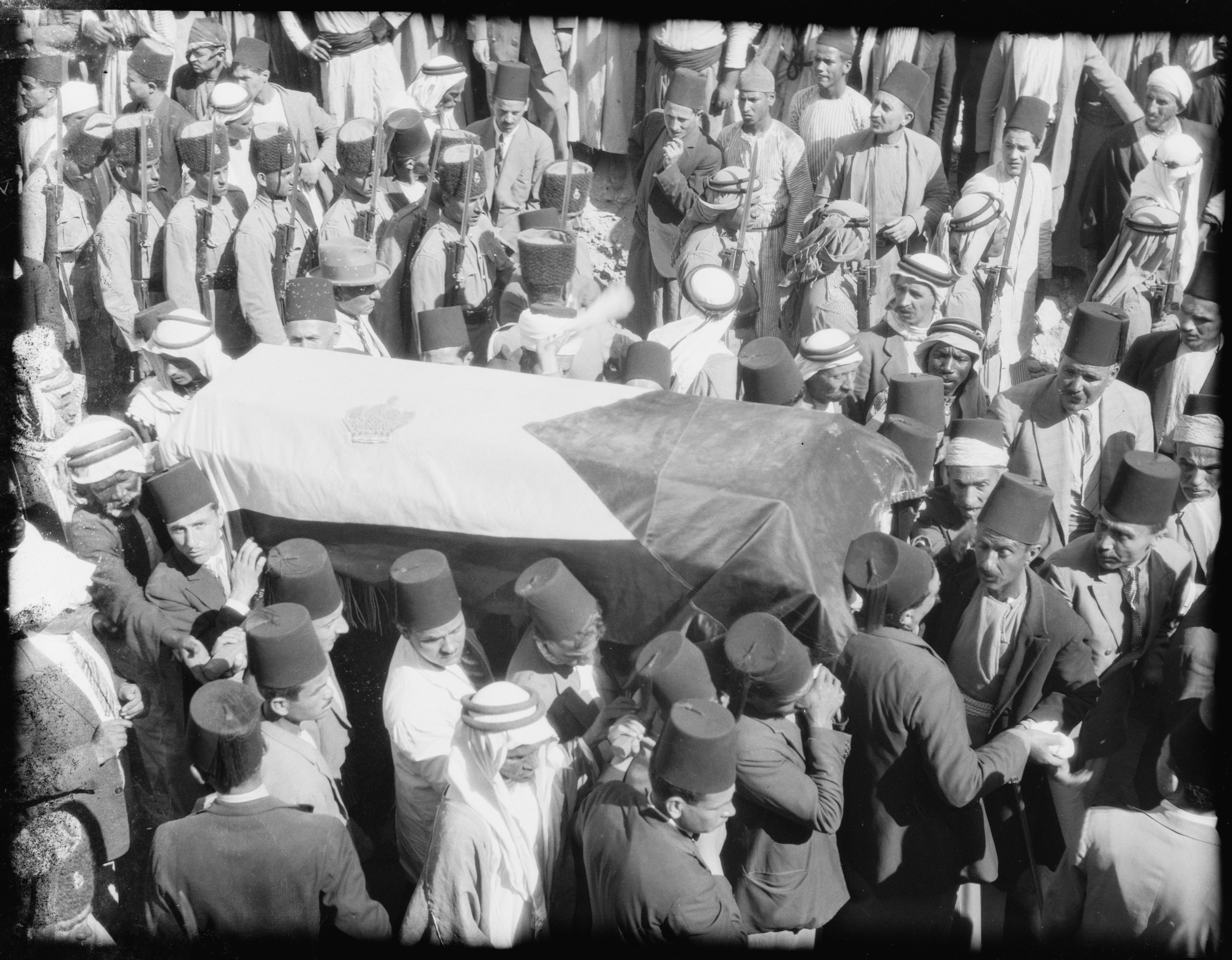
Cercueil de Hussein ben Ali ceint du drapeau de la révolte arabe

À mesure que sa santé continue de se détériorer et qu'il est paralysé par une attaque cérébrale à l'âge de 79 ans en 1930, les Britanniques sont de plus en plus enclins à le renvoyer au Moyen-Orient. Ils craignent que sa mort ne suscite non seulement du ressentiment parmi les Arabes envers le Royaume-Uni, mais qu'elle ne compromette également leurs relations avec les dirigeants hachémites, tous alliés au Moyen-Orient. Les Saoudiens expriment leur mécontentement face aux rumeurs de rapatriement d'Hussein, en particulier après qu'Hussein ait exprimé le souhait d'être enterré à La Mecque, un événement que les Saoudiens craignent de voir entraîner des « rassemblements pro-Hachémites ». Finalement, les Britanniques décident de le rapatrier à Amman, avec Bagdad comme autre option envisagée. À son arrivée, il est accueilli par une foule nombreuse qui l'acclame et le suit jusqu'au Palais Raghadan. Là, alors qu'il se trouve à Amman, il publie une série de textes dans al-Yarmouk, un journal arabe, où il défend ses actions et réaffirme qu'il est opposé au mandat britannique de Palestine.
Déjà très malade, il meurt le 4 juin 1931 auprès de son fils, le roi Abdallah Ier de Jordanie. Après une procession réunissant plus de 30 000 personnes, il est enterré dans la madrasa al-Arghuniyya, sur l'esplanade des mosquées (al-Ḥaram aš-Šarīf). Fayçal, avec qui les relations sont les plus tendues, refuse d'assister à son enterrement, citant des « affaires d'état ». Sur la fenêtre au-dessus de sa tombe est écrite l'inscription suivante : « هَذَا قَبْرُ أَمِيرِ ٱلْمُؤْمِنِينَ ٱلْحُسَيْن بْنُ عَلِي » (Haḏa qabru ʾamīri ʾal-mūˈminīna ʾal-Ḥusayn bnu ʿAlī) ce qui se traduit « Ceci est la tombe du Commandeur des Croyants, Hussein ben Ali »,.

## Postérité

### Art
Plusieurs poètes ont écrit sur lui, dont Ahmed Chawqi, surnommé le Prince des Poètes, qui écrit un poème sur ses funérailles, et Mustafa Wahbi Tal, l'un des poètes jordaniens les plus connus,,, qui lui consacre un poème.

### Génocide arménien
Son action dans le génocide arménien lui vaut d'être cité en 2014 et 2020 par les présidents arméniens, Serge Sarkissian et Armen Sarkissian comme un exemple de tolérance et d'amitié entre les peuples,,,, comme le souligne également le prince jordanien Hassan ben Talal. Hussein est cité dans le livre Crows of Desert du survivant arménien Levon Yotnakhparian, lorsqu'il discute de l'aide apportée par Hussein aux survivants et pour aider à sauver les victimes. Ce livre donne ensuite naissance à un film du même nom.
Pour ses actions pendant le génocide arménien, Hussein est honoré du titre de « Juste du génocide arménien » par des chercheurs arméniens. Le vendredi 24 avril 1915, à l'occasion du centenaire du génocide arménien, le cheikh libanais Maher Hammoud fait référence à Hussein ben Ali dans son sermon condamnant le génocide.

### Autres
Plusieurs mosquées portent encore son nom de nos jours, telles que la mosquée Hussein ben Ali à Aqaba, la mosquée Hussein ben Ali à Ma'an ou la mosquée al-Husseini à Amman. En 2020, un documentaire est réalisé sur lui et sa vie par Al-Arabiya, qui est visionné plus de cinq millions de fois sur YouTube à la date de mai 2023.

## Descendance
Il a pour fils et filles :
- Ali ben Hussein (1879–1935)
- Hassan ben Hussein

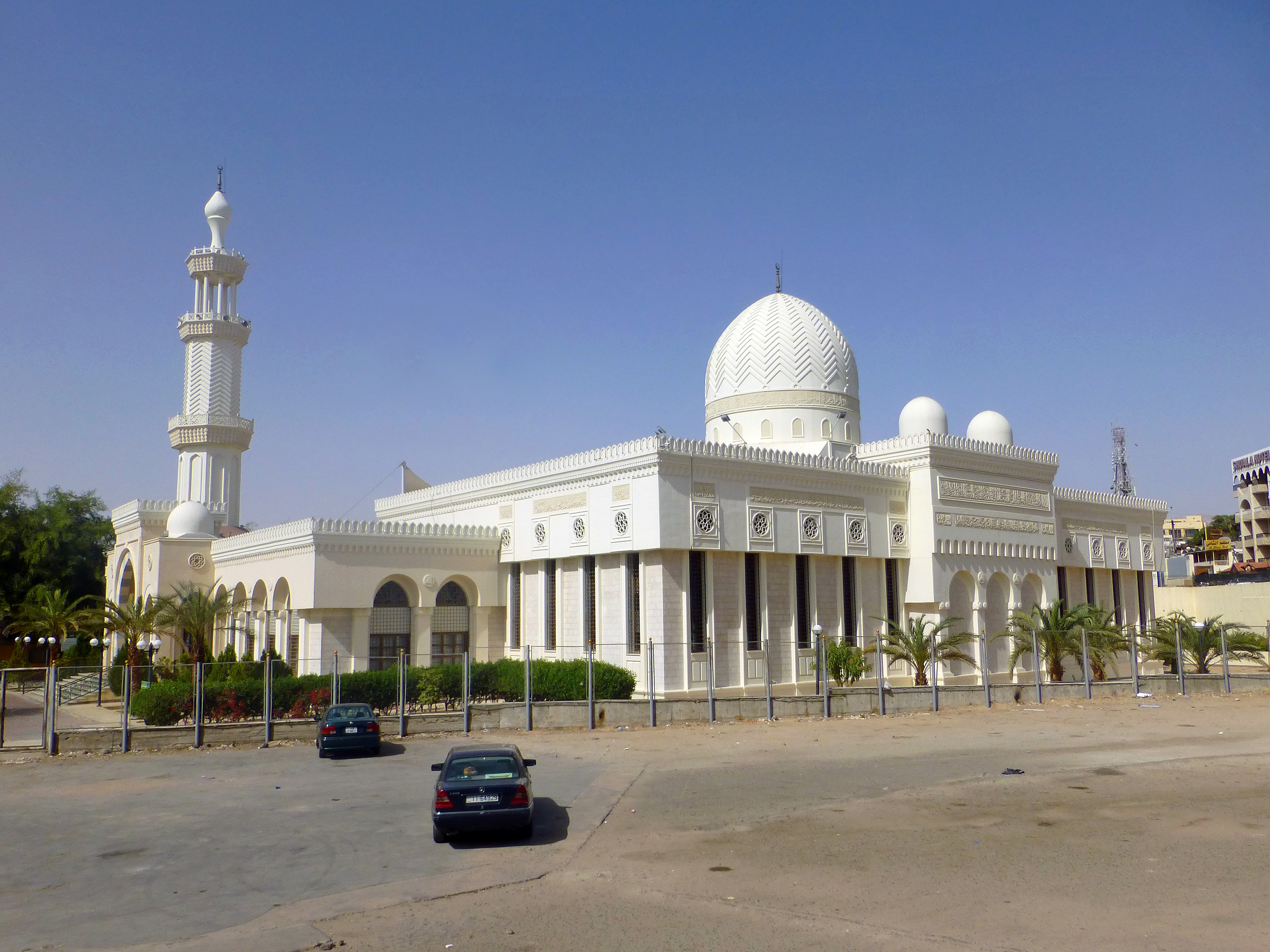
Mosquée Hussein ben Ali à Aqaba

- Abdallah Ier de Jordanie (1882–1951) : roi de Jordanie (1921-1951).
- Fayçal ibn Hussein (1885–1933) : roi de Syrie en 1920 puis d'Irak (1921-1933).
- Zeid ben Hussein (1898–1970) : épouse en 1933 la princesse Fahrelnissa Zeid (1901-1991).
- Saleha bint Hussein
- Fatima bint Hussein
- Sara bint Hussein

## Décorations
- Grand cordon de l'ordre de Mohamed Ali (Égypte)

- Grand cordon de l’ordre de Léopold (Belgique)
- Grand-croix de la Légion d'honneur (France)
- Première classe de l'ordre de l'Osmaniye (Empire ottoman)
- Première classe de l'ordre du Médjidié (Empire ottoman)
- Grand-croix de l'ordre du Nichan Iftikhar (Empire ottoman)
- Chevalier grand-croix de l'ordre du Bain (Royaume-Uni)